# 日本赤十字東北看護大學介護福祉短期大學部
日本赤十字東北看護大學介護福祉短期大學部（日语：／ Nippon Sekijūji Akita Tanki Daigaku *），简称日红秋田，是一所位于日本秋田县秋田市的私立短期大学。

## 概要

### 简介
- 学校最早可以追溯到1896年[1]。日本赤十字秋田短期大学为于1996年开办[1]、由学校法人日本赤十字学园经营。

### 历史
- 1996年 日本赤十字秋田短期大学成立并同时设置护理学科和护理福利学科[注 2]。
- 2009年 护理学科停止招生。
- 2011年 护理学科停办[1]。
- 2025年 學校改名日本赤十字東北看護大學介護福祉短期大學部。

## 学校环境
- 校区：在秋田县秋田市

## 历任校长
- 安藤広子：现在短期大学校长[2]

## 组织

### 学科
- 护理学科[注 1]
- 护理福利学科[注 2]

### 专科
| - 没有 |

#### 业余课程
| - 没有 |

## 相关链接
- 日本短期大学列表
- 日本赤十字中央女子短期大学：招生到1985年。停办于1988年。
- 日本赤十字武藏野短期大学：招生到2004年。停办于2008年。
- 日本赤十字爱知短期大学：招生到2003年。停办于2006年。